# Sandvikens fiskeläge
Sandvikens fiskeläge är ett kulturreservat på Norra Ulvön i Nätra socken i Örnsköldsviks kommun.
Sandvikens fiskeläge består av ett antal omålade, enhetligt utformade små byggnader med spåntak, varav många från slutet av 1700-talet, tätt placerade i en buktad linje nära strandkanten. Det har funnits sedan åtminstone 1600-talet och ligger vid en sandstrand vid en grund, öppen vik på norra delen av norra Ulvön. Det har använts för säsongmässigt fiske, men något permanentboende har det aldrig varit där.
Fiskeläget har tidigare ägts samfällt av borgare från städer söderöver eller av bönder från Norrbyn på Ulvön. Det köptes på 1940-talet av Mo och Domsjö semester- och personalstiftelse och används sedan 1952 som semesteranläggning med 23 tidigare sjöbodar eller kokhus för uthyrning. Det finns också ett vitmålat kapell med spåntak. En stor brand härjade fiskeläget 1786 och flertalet hus är från slutet av 1700-talet. Närmast stranden ligger sjöbodar och ovanför, ibland hopbyggda med sjöbodarna, en- eller tvårums kokhus där fiskarefamiljerna bodde. Ovanför kokhusen löper hamngatan och på andra sidan denna en gistvall med ställningar för att torka nät och skötar.
I äldre tid har Sandviken använts för fjärrfiske av fiskare från Strängnäs och Enköping, och under 1700-talet av fiskare från Gävle och Torshälla. Under början av 1800-talet utnyttjades fiskeläget fortfarande av fiskare från Gävle, men under 1900-talets förra del enbart av fiskare från Ulvön. Eftersom fiskeläget inte kunde hantera större motordrivna båtar, upphörde användningen under början av 1900-talet. 
Sandvikens fiskeläge är kulturreservat sedan 2005 med Statens fastighetsverk som ägare.